# Talampaya nationalpark
Talampaya nationalpark ligger i nordvästra Argentina.
Talampaya grundades som en provinspark 1975 (provinsen La Rioja). 1997 blev den upphöjd till nationalpark.
Nationalparken omfattar en areal på 215 000 hektar och gränsar direkt till Ischigualasto provinspark. I dessa två parker finns många fossil av däggdjur och dinosaurier och tillsammans utgör de ett världsarv.